# 張思誠
張思誠（1504年—？），字子脩，順天府固安縣民籍，陝西蒲城縣人，明朝政治人物。

## 生平
嘉靖十六年（1537年）丁酉科順天府鄉試第三十名舉人。嘉靖十七年（1538年）中式戊戌科進士。二十二年曾任山西潞城縣知縣，補直隸吳縣，二十四年（1545年）十二月选授南京刑科给事中，二十六年三月劾罢四川巡撫張時徹、都察院副都御史端廷赦，又劾太子少保兵部尚書陳經庸鄙不職，太子少保南京兵部尚書胡訓衰老多病，俱宜罷免。累官江西右參議、山西副使、行太僕寺卿。

## 家族
曾祖張霖；祖父張幹；父張永，母辛氏；前母章氏。慈侍下。